# Mir Dschafar Abbassowitsch Bagirow

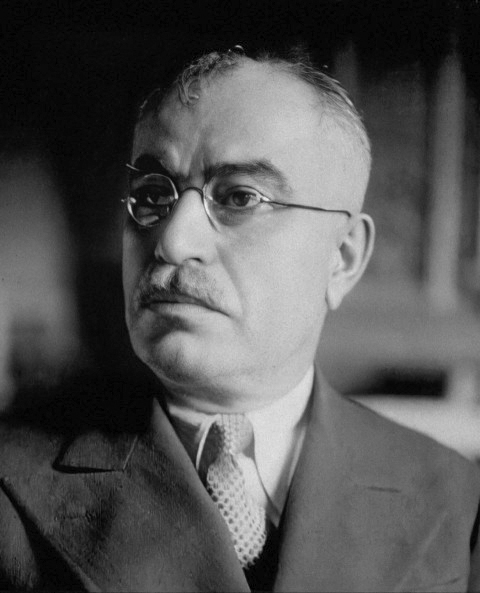
Mir Dschafar Bagirow

Mir Dschafar Abbassowitsch Bagirow (aserbaidschanisch: Mircəfər Abbas oğlu Bağırov; russisch Мир Джафар Аббас оглы Багиров; * 5. Septemberjul. / 17. September 1896greg. in Quba; † 26. Mai 1956 in Baku, Aserbaidschanische SSR) war ein sowjetischer Politiker der Kommunistischen Partei der Sowjetunion (KPdSU) in der Aserbaidschanischen SSR sowie Kandidat des Präsidiums der KPdSU.

## Leben

### Aufstieg zum Parteichef der Aserbaidschanischen SSR
Bagirow arbeitete zunächst als Dorfschullehrer und wurde 1917 Mitglied der KPdSU (Bolschewiki) sowie Stellvertretender Vorsitzender des Revolutionskomitees in Quba. 1918 nahm er an kommunistischen Aktionen im Kaukasus teil und schloss in dieser Zeit Freundschaft mit den späteren Spitzenfunktionären Anastas Mikojan und Lawrenti Beria. Unter dem Kommando von Sergei Mironowitsch Kirow nahm er an der blutigen Niederschlagung eines Arbeiterstreiks im von den Truppen der Weißen Armee bedrohten Astrachan im März 1919 teil.
Im Anschluss kehrte er nach Aserbaidschan zurück und wurde 1920 erst Stellvertretender Vorsitzender des Revolutionären Komitees von Bergkarabach und danach Politkommissar der Aserbaidschanischen Infanteriedivision. Nach einer weiteren Tätigkeit als Vorsitzender des Militärtribunals der Aserbaidschanischen Infanteriedivision war er Stellvertretender Vorsitzender des Militärtribunals der 11. Armee.
1921 erfolgte seine Ernennung zum Volkskommissar für Innere Angelegenheiten von Aserbaidschan. In dieser Funktion, die er bis 1927 innehatte, war er für die Tscheka und danach für die Staatliche Politische Verwaltung (Gossudarstwennoje Polititscheskoje Uprawlenije) (GPU) verantwortlich.
Von November 1932 bis Dezember 1933 war er Vorsitzender des Rates der Volkskommissare der Aserbaidschanischen SSR. Im Dezember 1933 wurde er als Nachfolger von Wladimir Iwanowitsch Polonski Erster Sekretär des ZK der Kommunistischen Partei Aserbaidschans und war in dieser Funktion bis April 1953 fast zwanzig Jahre Parteichef in der Aserbaidschanischen SSR.
In den Jahren des Großen Terrors (1936–1938) setzte Bagirow Stalins Direktiven zur gewaltsamen Repression in Partei und Gesellschaft um. Außer ihm überlebte kein Führungskader der Kommunistischen Partei Aserbaidschans das Jahr 1938. Zwischen 1937 und 1953 war er Mitglied (Deputierter) des Obersten Sowjets der UdSSR.

### Entmachtung nach Stalins Tod und Verhaftung
Nach dem Tode Josef Stalins wurde er am 5. März 1953 Kandidat des Präsidiums der KPdSU. Zugleich war er vom 6. April bis zum 13. Juli 1953 wiederum Vorsitzender des Ministerrates der Aserbaidschanischen SSR. Am 17. Juli 1953 verlor er anlässlich der Entmachtung von Geheimdienstchef Beria seine Funktionen als Kandidat des Präsidiums sowie als Mitglied des Zentralkomitees (ZK) der KPdSU, obwohl er zuvor Kritik an Beria geübt hatte und diesen als „ein Chamäleon, der schlimmste Feind unserer Partei und unseres Volkes“ bezeichnet hatte.
Im Anschluss wurde er stellvertretender Vorsitzender von Kuibyschewneft, einer Produktionsvereinigung des Ministeriums für Erdölindustrie der UdSSR, ehe er am 13. März 1954 aus der Partei ausgeschlossen und verhaftet wurde. Am 26. April 1956 wurde er vom Militärkollegium des Obersten Gerichts der UdSSR zum Tod durch Erschießen verurteilt und, nachdem sein Gnadengesuch durch das Präsidium des Obersten Sowjets am 12. Mai 1956 abgelehnt worden war, schließlich hingerichtet.
Im Laufe seiner politischen Karriere war er zuvor mehrfach ausgezeichnet worden und erhielt unter anderem zweimal den Rotbannerorden, dreimal den Leninorden, zweimal den Orden des Roten Banners der Arbeit sowie den Orden des Vaterländischen Krieges I. Klasse.